# وحدة مختبر الجراحة بمساعدة الحاسوب

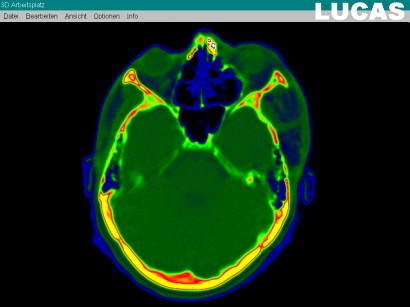
تجميع البيانات بناءً على شرائح التصوير المقطعي المحوسب

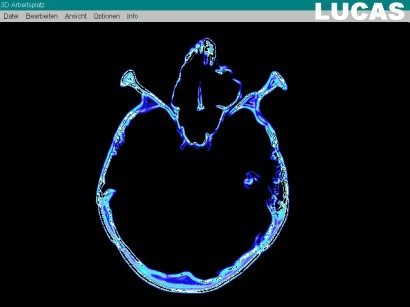
تم الحصول على المقطع من شرائح التصوير المقطعي المحوسب

وحدة مختبر الجراحة بمساعدة الحاسوب (LUCAS) هي نظام يستخدم في التخطيط الجراحي الافتراضي. بداية من 1998، تم تطوير وحدة مختبر الجراحة بمساعدة الحاسوب في جامعة ريغينسبورغ، ألمانيا، بدعم من شركة كارل زايس. وفيها، يتم إعادة تطبيق المخطط الجراحي الناتج على المريض باستخدام نظام الملاحة الجراحية. وفي الواقع، تم دمج وحدة مختبر الجراحة بمساعدة الحاسوب في نفس المنصة مع جهاز الملاحة الجراحية (SSN) وجهاز ملاحة الأدوات الجراحية (STN) والمجهر الجراحي الذي يعمل بنظام الملاحة (SMN)، بالإضافة إلى موجه ذي 6 درجات للحرية (DOF) وفرته أيضًا شركة كارل زايس.

## سير العمل
يتم تحميل بيانات الشرائح ثنائية الأبعاد المنفصلة ،التي يٌحصل عليها عن طريق التصوير المقطعي المحوسب (CT) أو التصوير بالرنين المغناطيسي (MRI) على نظام وحدة مختبر الجراحة بمساعدة الحاسوب. ومن ثم، تتم معالجة مجموعة البيانات الناتجة، من أجل تقليل تشوش الصورة، وكذلك من أجل تحسين الخطوط التشريحية والتباين العام في الصورة. والخطوة التالية هي إنشاء نموذج افتراضي ثلاثي الأبعاد من مجموعة الصور ثنائية الأبعاد التي سبق الحصول عليها. ثم توضع علامة على الشريحة العظمية، التي سيجري تعديل موضعها، على النموذج الشبكي ثلاثي الأبعاد المتجدد. وبعد ذلك، يتم تعديل الموضع الفعلي للشريحة العظمية على النموذج الافتراضي، حتى يتسنى الحصول على الوضعية التشريحية المثلى. ولمعرفة الوضعية الأمثل للشريحة العظمية، هناك عدة معايير وهي: التناظر مع الجانب المقابل أو انتظام الخطوط الطبيعية للعظام أو الحجم الطبيعي للمنطقة التشريحية (مثل الجراحة المدارية. وبعد ذلك، يتم تقديم صورة نهائية نسيجية. وفي النهاية، تنقل الموجهات المحسوبة لتعديل وضع الشريحة العظمية مع النموذج الافتراضي بالكامل إلى جهاز الملاحة الجراحية.